# Јован Клајић
Јован Клајић (Нови Сад, 1815.  — Турија, 14. јул 1888) био је српски сликар иконограф и портретиста. Највише је радио иконостасе по селима у Бачкој.

## Живот и дело
Основну школу и шест разреда гимназије је завршио у Новом Саду, а филозофију (више разреде) је наставио у Клужу. Ту је у Клужу, у Ердељу започео да студира права. Право је од друге године студирао у Печују, а апсолвирао у Пешти, па је прешао на богословију. Богословију је напустио исте године због болести, да би студирао на сликарској академији у Бечу, и ту се 1840. године упознао са Павле Симићем коме је помагао у сликању икона (као у Глини), и са њим сарађивао до краја живота.
Насликао је иконе у Старој саборној цркви у Новом Саду. Светојовановска православна црква, нарочито њен иконостас, страдала је током мађарске буне 1848-1849. године. Заузимањем адвоката Константина Исаковића, црква је оправљена а иконостас је осликао Клајић до 1853. године.
Од важнијих дела Јована Клајића треба поменути иконостасе у Бајши (1854), где су ктитори били племићи Зако, и у Старом Врбасу (1861-1862). Радио је иконостасе у Турији (1857), Фелдварцу (1859-1860) као и у једној цркви у Србији.
Црквена општина у Кузмину се у јесен 1855. године захваљивала јавно иконописцу Клајићу на добро урађеном послу - украшавању унутрашњости тамошњег храма. Са њим је радио и фрескомолер Карл Вилиновски.
Осим тога постоји велики број портрета по српским кућама, који су дела овог способног сликара. Био је високо образован човек и уметник чији радови не заостају за радовима великих сликара из његове епохе која је код нас оставила многе значајне трагове.